# Потпредседник
Потпредседник, вице-председник или заменик председника је особа која се у некој делатности и хијерархији налази испод председника. Обично има за нијансу мање обавезе од председника и мења га у екстремним случајевима на манифестацијама, свечаностима итд.